# Эдикт Галерия о веротерпимости
Эдикт Галерия о веротерпимости (Сердики́йский эди́кт, Никомиди́йский эди́кт) — эдикт, положивший конец диоклетианским гонениям на христианство в Римской империи. Издан 30 апреля 311 года в Сердике (ныне София, Болгария) римским императором Галерием.
Эдикт косвенно предоставил христианству статус законной религии (religio licita), вероисповедания, которое было признано и принято Римской империей. Это был первый эдикт, легализовавший христианство, и он на два года предшествовал Миланскому эдикту. По мнению византолога Павла Кузенкова, из этих двух эдиктов эдикт Галерия 311 года «с гораздо большим правом может считаться рубежным в истории христианства».

## Текст
Обнародованный от имени других официальных членов Тетрархии.

Среди прочих постановлений наших на благо и пользу государства пожелали мы прежде исправить все дела римлян согласно с древними законами и общественной дисциплиной и позаботиться о том, дабы и христиане, которые оставили учение собственных родителей, пришли бы к здравомыслию. Поскольку по какой-то причине этих христиан обуяло такое своеволие и охватило такое неразумие, что они не следуют тем установлениям древних, которые прежде установили, быть может, сами их родители, но по своему усмотрению и как им захочется сами себе создавали законы, чтобы соблюдать их, и в разных местах стали собирать разные народы.
И вот, когда вышло такого рода наше повеление, дабы они вернулись к установлениям предков, многие под угрозой покорились, а многие были и лишены [жизни] <различными способами>. Но поскольку многие упорно держатся за своё <безумие>, и мы видели, что они ни богам <небесным> не воздают подобающего культа и почитания, ни к Богу христиан не обращаются, мы, учитывая наше снисходительнейшее милосердие и неизменную привычку даровать всем людям прощение, решили незамедлительно распространить и на них наше снисхождение, дабы они снова были христианами и составляли свои собрания так, чтобы не совершать ничего против порядка; в другом послании судьям мы разъясним, что они обязаны соблюдать.
Посему, в соответствии с этим дозволением, они должны будут молиться своему Богу о здравии как нашем и государства, так и своём собственном, дабы и государство ни в каком отношении не терпело вреда, и они могли спокойно жить на своих местах.
В Никомидии, канун майских календ (= 30 апреля), в консулат самого [Галерия] 8-й и Максимина 2-й (= 311 г.)
— перевод Павла Кузенкова